# 張源懃
張源懃（？—1792年），彰化元長莊人，居於布嶼堡埔姜崙莊，附生。清朝官員，因平定林爽文事件有功而被補為通判，他所居住的埔姜崙莊也被賜名為「褒忠」。

## 生平
乾隆五十一年（1786年）林爽文事件爆發，張源懃與其親人召集鄉勇反抗。翌年福康安、海蘭察率師入臺平亂，張源懃招募數千名鄉勇隨軍征討，收復諸羅，攻克斗六門，破獲林爽文於大里杙的據點，並率領軍隊搜索大小半天山、集集埔等處，平定北路，前後生擒347名天地會黨人。敘功時，賞戴花翎，以通判補用。之後隨軍南征，收復鳳山縣，枋寮等處，擒獲146名黨人，平定南路。賞換花翎，加五品頂戴，以通判補用，其兄張明義則獲授州同之官位，其弟、姪子均從九品候選。因其協防有功，朝廷便賜張源懃所居之埔姜崙莊為「褒忠」，即今雲林縣褒忠鄉，有「褒獎忠義」之意。隨後保送引見，補授江南安慶府通判。乾隆五十四年（1789年）八月赴任；乾隆五十七年（1792年）染病卒於任內。